# Ценегермин
Ценегермин — лекарственный препарат для лечения нейротрофического кератита. Одобрен для применения: EU (2017), США (2018).

## Механизм действия
Рекомбинантная форма человеческого фактора роста нервов. Агонист TrkA и LNGFR.

## Показания
Нейротрофический кератит.

## Противопоказания
Противопоказаний нет.

## Способ применения
Глазные капли